# جامعة أركنساس الحكومية

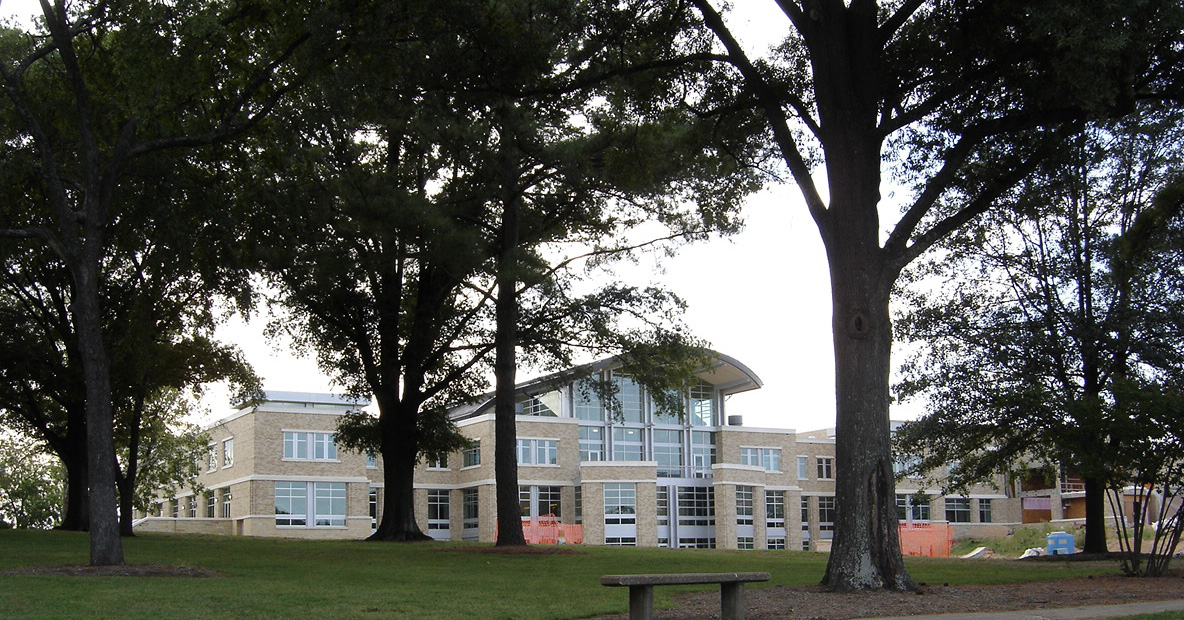

جامعة أركنساس الحكومية (بالإنجليزية: Arkansas State University)‏ وتُختصر إلى (A-State أو ASU) هي جامعة بحثية حكومية في جونزبورو، أركنساس. وهي الحرم الجامعي الرئيسي لنظام جامعة أركنساس التعليمي وثاني أكبر جامعة في أركنساس. تأسست الجامعة عام 1909 مساحتها 1,376 أكر (557 ها).
تم تصنيف جامعة أركنساس الحكومية ضمن «R2: جامعات الدكتوراه - نشاط بحثي عالي».

## التاريخ
تأسست الجامعة كأول مدرسة زراعية في منطقة جونزبورو في عام 1909 من قبل هيئة أركنساس التشريعية كمدرسة تدريب زراعي إقليمية. قدم روبرت دبليو جلوفر، القس المعمداني التبشيري الذي خدم في كلا مجلسي الهيئة التشريعية لأركنساس من شيريدان (1905-1912)، في عام 1909 القرار الداعي إلى إنشاء أربع كليات زراعية تابعة للولاية، بما في ذلك جامعة ولاية أريزونا المستقبلية.
في عام 1918، بدأت جامعة أركنساس الحكومية بتقديم برنامج جامعي لمدة عامين. في عام 1925، أصبحت الكلية الزراعية والميكانيكية بالمنطقة الأولى. بدأ برنامج للحصول على درجة لمدة أربع سنوات في عام 1930. أصبحت كلية إيه آند إم كلية ولاية أركنساس في عام 1933. في عام 1967، رفعت هيئة أركنساس التشريعية الكلية إلى مرتبة جامعية وغيرت الاسم إلى جامعة أركنساس الحكومية.
في خريف عام 2014، رحبت الجامعة بفصلها الطلابي الأكثر استعدادًا أكاديميًا. نتيجة لعدة سنوات من زيادة معايير القبول وزيادة الإسكان في الحرم الجامعي، كان اختبار آكت (بالإنجليزية: ACT)‏ المركب للطلاب الجدد لأول مرة في الجامعة هو 23.9 بمتوسط معدل تراكمي في المدرسة الثانوية يبلغ 3.47. كانت هذه هي السنة الثالثة على التوالي من التحسين لصفوف الطلاب الجدد اختبار ACT/GPA في ولاية أركنساس. نمت كلية ولاية أركنساس الفخرية بنسبة 59% منذ عام 2009. سجلت الجامعة أيضًا أعدادًا متتالية من الخريجين في ربيع 2012 وربيع 2013، مما أدى إلى إنتاج أكبر عدد من الخريجين في فترة عامين في تاريخ المدرسة.[بحاجة لمصدر] تحتوي الجامعة على أكبر مكتبة في ولاية أركنساس، مكتبة دين ب. إليس.[بحاجة لمصدر]

## الحرم الجامعي
- الحرم الجامعي الرئيسي، جونزبورو، أركنساس.
- جامعة أركنساس الحكومية - كويريتارو، حرم جامعي في كويريتارو، المكسيك، تم افتتاحه في 21 سبتمبر 2017.

### الحرم الجامعي السابق
- جامعة أركنساس الحكومية - باراجولد، موقع تعليمي لحرم جونزبورو. (مغلق في 2018)

## أكاديميون
بدأت برامج الدراسات العليا للحصول على درجة الماجستير في عام 1955، وبدأت جامعة ولاية أريزونا في تقديم أول درجة دكتوراه، في القيادة التربوية، في خريف عام 1992. بدأ برنامج الدكتوراه الثاني في العلوم البيئية في خريف عام 1997، وبدأ برنامج الدكتوراه في دراسات التراث في خريف عام 2001. أحدث برامج الدكتوراه في العلوم البيئية والعلوم الحيوية الجزيئية والعلاج الطبيعي. في خريف عام 2016، سجلت ولاية أركنساس الفصل الأول من حوالي 115 طالبًا في فرعها من كلية الطب التابعة لمعهد نيويورك للتكنولوجيا. تقع كلية الطب في الحرم الجامعي في قاعة ويلسون التاريخية.
في عام 2018، تم تصنيف ولاية أركنساس ضمن «R2: جامعات الدكتوراه - نشاط بحثي عالي». ومع ذلك، تحافظ الجامعة على التركيز على التدريس في المرحلة الجامعية وأحجام الفصول الصغيرة، مع نسبة الطلاب إلى أعضاء هيئة التدريس من 16: 1، في المرتبة رقم 76 في التدريس الجامعي على الصعيد الوطني اعتبارًا من 2020.
اليوم، المؤسسة لديها أكثر من 100000 خريج. تتوفر البرامج على مستويات الدكتوراه، والمتخصصين، والماجستير، والبكالوريوس، ودرجة الزمالة من خلال الكليات المختلفة: الزراعة، والهندسة والتكنولوجيا، والأعمال التجارية، والتعليم والعلوم السلوكية، والفنون الليبرالية والاتصالات، والتمريض والمهن الصحية، والعلوم والرياضيات، والدراسات الجامعية.

## وسائط
أعيد تنظيم برنامج الصحافة في الجامعة في كلية الإعلام والاتصال لخريف 2013. تضم كلية الإعلام والاتصال ثلاثة منافذ إعلامية يقودها الطلاب ومحطة إذاعية تابعة للإذاعة الوطنية العامة. تأسست صحيفة هيرالد الطلابية الأسبوعية في عام 1921 ويبلغ توزيعها 5000 نسخة. وللجامعة برنامج تابع لقسم الإذاعة والتلفزيون، يمنح الطلاب خبرة عملية في مجال البث التلفزيوني. ابتداءً من خريف 2013، تمت إضافة محطة إذاعية طلابية قائمة على الإنترنت، راديو ريد وولف، إلى وسائط الطلاب. ولاية أركنساس هي أيضًا موطن لمحطة FM بقوة 100000 واط.

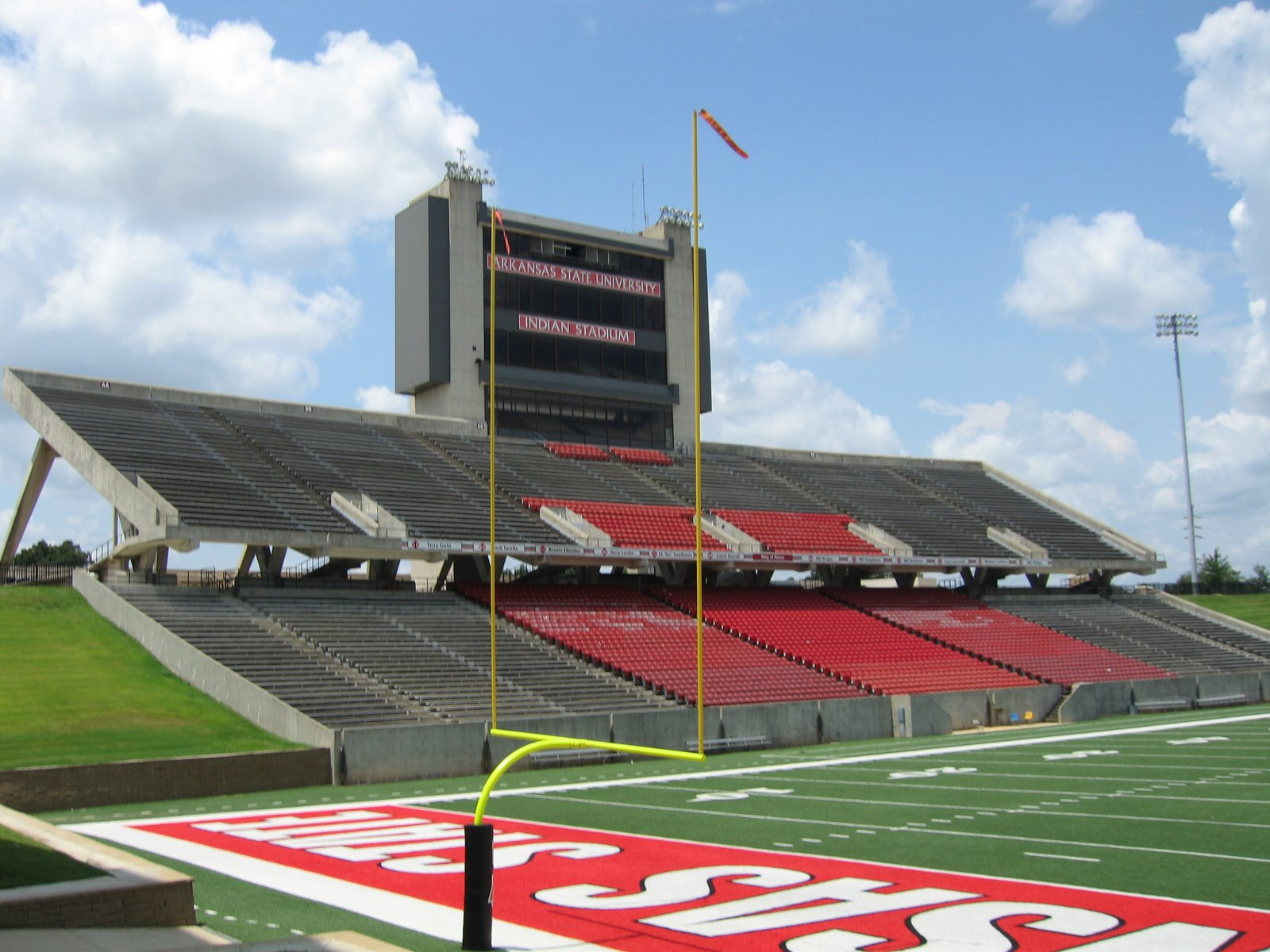
ملعب كونتينيال بانك (المعروف سابقًا باسم الاستاد الهندي)

## ألعاب القوى
تشارك ولاية أركنساس كعضو في الرابطة الوطنية لرياضة الجامعات. الفرق الرياضية، المعروفة سابقًا باسم الهنود، تُعرف الآن باسم الذئاب الحمراء.
في عام 2012، أصبح فريق كرة القدم الذئاب الحمراء أبطال الرابطة الوطنية لرياضة الجامعات القسم الأول للعام الثاني على التوالي، حيث أنهى الموسم العادي برقم قياسي 9-3، واختتم موسمه الناجح بأول فوز له في لعبة البولينج.
في عام 2013، أصبح فريق كرة القدم أبطال القسم الأول للعام الثالث على التوالي، وانتهى بسجل الموسم العادي 7-5.

## الحياة اليونانية
ما يقرب من 15% من الطلاب الجامعيين في جامعة ولاية أريزونا أعضاء في واحدة من 21 منظمة يونانية موجودة في الحرم الجامعي.

### الجمعيات النسائية
- ألفا جاما دلتا 1948
- ألفا كابا ألفا 1973
- ألفا أوميكرون بي 1949
- أوميغا تشي 1961
- دلتا سيجما ثيتا (أعيد في 2019)
- دلتا زيتا 1991
- زيتا فاي بيتا 1986
- زيتا تاو ألفا (أعيد عام 2012)

### الأخويات
- ألفا جاما رو 1969
- ألفا فاي ألفا 1973
- ألفا تاو أوميغا 1968
- وسام كابا ألفا لعام 1967
- كابا ألفا بسي 1975
- كابا سيجما 2014
- لامدا تشي ألفا 1959
- فاي بيتا سيجما 1979
- بي كابا ألفا 1948
- أوميغا بسي فاي 1973
- سيجما تشي 1987
- سيجما بي 1948
- تاو كابا إبسيلون (أعيد عام 2016)

## خريجون متميزون

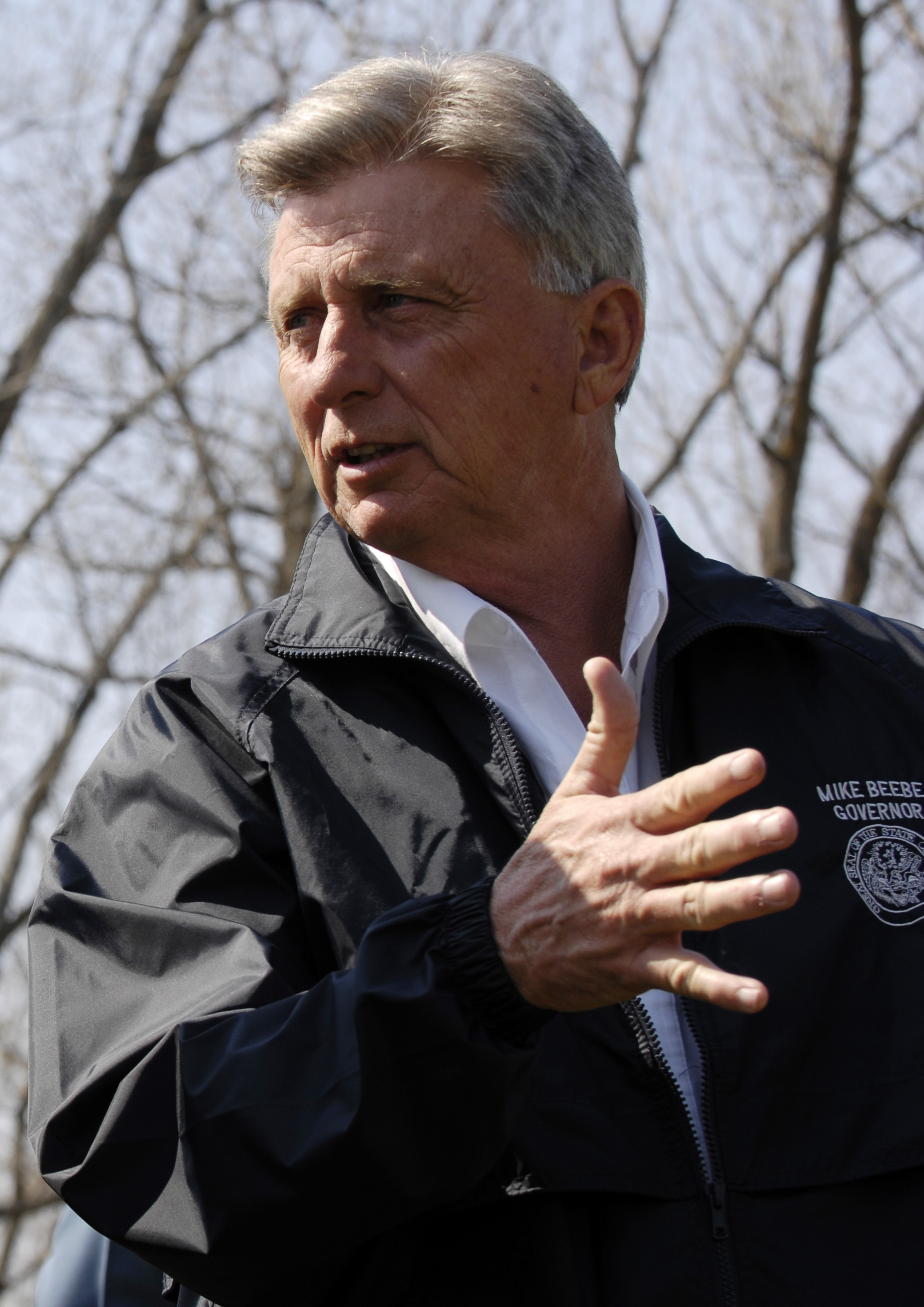
مايك بيب
- حاكم ولاية أركنساس (2007-2015).

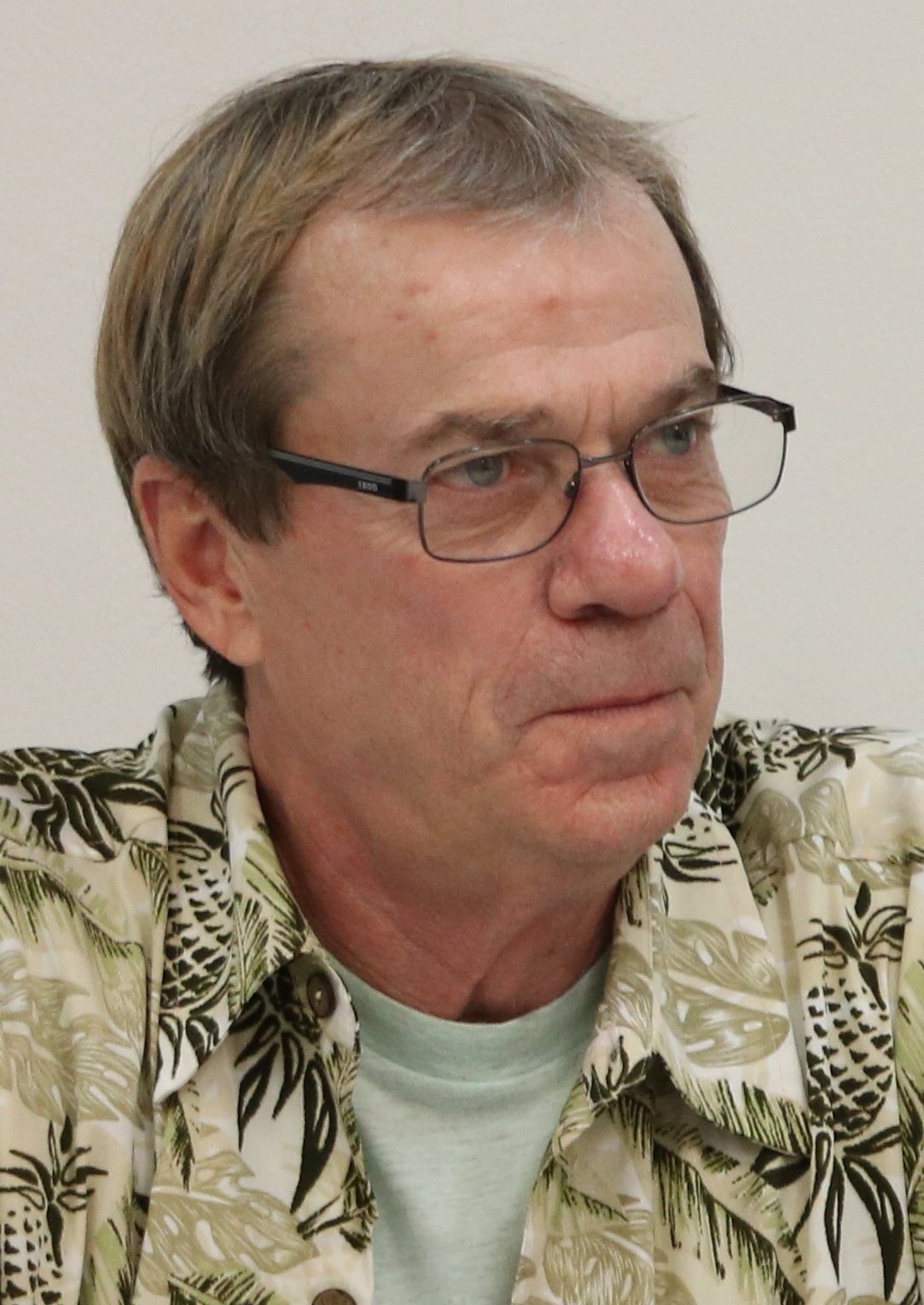
رودجر بومباس
- صوت الممثل

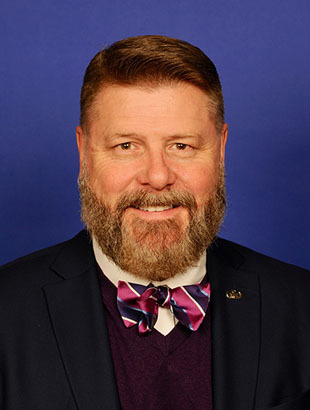
ريك كروفورد - عضو الكونجرس

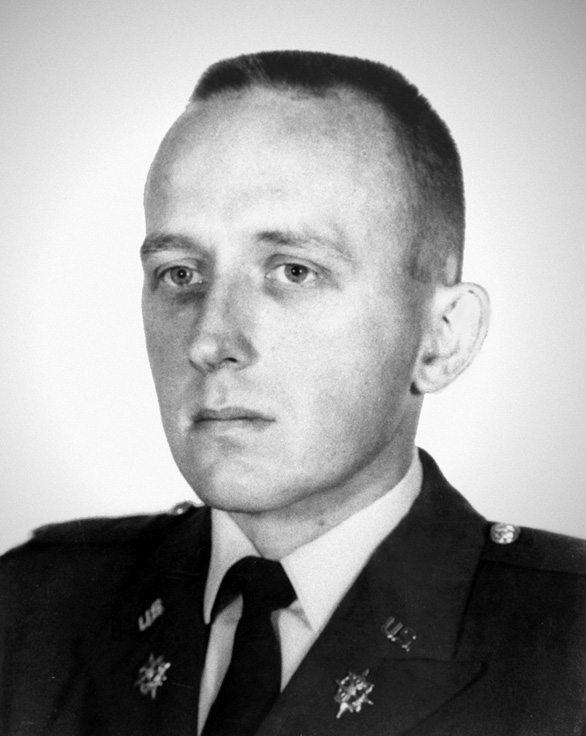
جورج ك. سيسلر -
وسام الشرف المتلقي

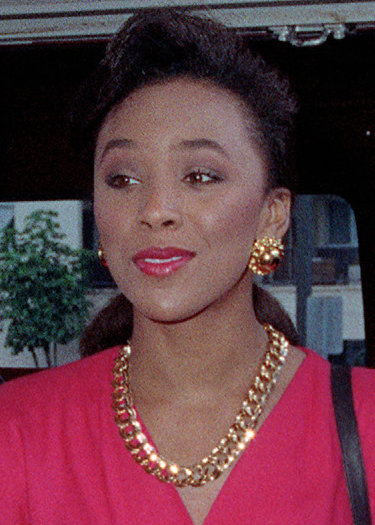
ديبي تيرنر -
1990 ملكة جمال أمريكا

- أدريان بانكس – لاعب كرة سلة محترف أمريكي إسرائيلي لنادي هابويل تل أبيب في الدوري الدوري الإسرائيلي الممتاز لكرة السلة.
- فرد بارنت – لاعب اتحاد كرة القدم الأميركي.[9]
- مايك بيب – حاكم أركنساس (2006–2014).[10]
- إيرل بيل – حائزة على الميدالية البرونزية في القفز بالزانة (1984) وحاصلة على الرقم القياسي العالمي السابق.
- دارين بنسون – لاعب اتحاد كرة القدم الأميركي.[11]
- لوني بنتلي – أستاذ ورئيس قسم الحاسبات وتقنية المعلومات بجامعة بيردو.[12]
- بيل بيرجي. – لاعب اتحاد كرة القدم الأميركي.[13]
- جين برادلي – لاعب اتحاد كرة القدم الأميركي.[14]
- رودجر بامباس – كوميدي ومؤدي صوت في سبونج بوب سكوير بانتس.
- دافي كارتر – رئيس مجلس النواب السابق بأركنساس، مصرفي ومحامي.[15]
- ريك كروفورد – الممثل الأمريكي لمنطقة أركنساس الأولى.
- جون ديكسون- لاعب كرة سلة سابق.[16]
- باتريك إدي – لاعب كرة سلة.[17]
- كارلوس إمونز – لاعب اتحاد كرة القدم الأميركي.[18]
- ميخائيل جون غراي عضو ديمقراطي سابق في مجلس النواب في أركنساس من مقاطعة وودروف.[19]
- لوروا هاريس – لاعب اتحاد كرة القدم الأميركي.[20]
- جيف هارتويغ – حامل الرقم القياسي الأمريكي السابق في القفز بالزانة.[21]
- جوليا هيل – ناشطة بيئية.[22]
- توماس هيل – منافس ألعاب قوى.[23]
- بيث هولواي – أخصائية أمراض النطق والمتحدثة التحفيزية.[24]
- في هوارد – رجل دين.[25]
- جون كي. هاتشيسون – مغني وموسيقي.
- بادي جيويل – مغني وموسيقي.
- دايفيد جونسون – لاعب اتحاد كرة القدم الأميركي.[26]
- كين جونز – لاعب اتحاد كرة القدم الأميركي.[27]
- جورج كيل – مذيع ولاعب بيسبول.
- د. برايس مارشال جونيور – قاضي فيدرالي.[28]
- دنيس ماير – مدرب.[29]
- ديفيد نيل – فنان.[30]
- كريس أودوم – لاعب اتحاد كرة القدم الأميركي.[31]
- كايل ريتشاردسون – لاعب اتحاد كرة القدم الأميركي.[32]
- جيري روك – لاعب سابق في الرابطة الأمريكية لكرة السلة.[33]
- إلبيرت شيلي – لاعب اتحاد كرة القدم الأميركي.[34]
- ديبييه تيرنر – ملكة جمال أمريكا، 1990.
- كوري وليامز – لاعب اتحاد كرة القدم الأميركي.[35]
- ميلر وليامز – شاعر.[36]

## كبار المسؤولين
- كارين هوبر، نائب المستشار المساعد للبحوث والمشاريع الخاصة والتعلم عن بعد في حرم جامعة ماونتن هوم بجامعة ولاية أريزونا ؛ عضو جمهوري سابق في مجلس النواب بأركنساس من المنطقة 100 في مقاطعة باكستر[37]

## روابط خارجية
- الموقع الرسمي
- موقع ويب ولاية أركنساس لألعاب القوى